# أوزفالدو سانشيز
أوزفالدو خافيير سانشيز إيبارا (بالإسبانية: Oswaldo Javier Sánchez Ibarra) (مواليد 21سيبتمبر 1973 في غوادالاخارا) لاعب كرة قدم مكسيكي دولي معتزل كان يجيد اللعب في مركز حراسة المرمى، لعب سابقا لصالح نادي سانتوس لاجوناا المكسيكي من 2007 إلى 2014، كما لعب سابقا لكل من نادي أمريكا ونادي غوادالاخارا المكسيكين.
يلقب أوزفالدو سانشيز بـ3 ألقاب وهي «سان أوزفالدو» (بالإسبانية: San Oswaldo) و«أرانيا أزتيكا» (بالإسبانية: Araña Azteca) و«بوفون المكسيكي» (بالإسبانية: El Buffon Mexicano).

## مسيرته الكروية
لعب أوزفالدو سانشيز خلال مسيرته الاحترافية مع 4 أندية في ثلاثة وعشرون موسمًا ولم يسجل خلالها أي هدف ضمن 631 مباراة. حيث فاز في موسم واحد بالكأس وفي أربعة مواسم بالدوري.
خاض أوزفالدو سانشيز مسيرته مع نادي أطلس في موسم 1993–94 واستمر معه طيلة ثلاثة مواسم، مشاركًا في 77 مباراة ولم يسجل أي هدف. ثم انتقل إلى نادي أمريكا في موسم 1996–97 واستمر معه طيلة ثلاثة مواسم، حيث شارك في 70 مباراة ولم يسجل أي هدف أيضًا. لينتقل بعدها إلى نادي غوادالاخارا في موسم 1999–00 ليلعب معه ثمانية مواسم، مشاركًا في 240 مباراة ولم يسجل أي هدف أيضًا. ثم انتقل إلى نادي سانتوس لاغونا في موسم 2006–07 ليلعب معه تسعة مواسم، مشاركًا في 244 مباراة ولم يسجل أي هدف أيضًا.

## روابط خارجية
- أوزفالدو سانشيز على موقع الاتحاد الدولي (مؤرشف)  (الإنجليزية)
- أوزفالدو سانشيز على موقع قاعدة بيانات كرة القدم.إي يو (الإنجليزية)
- أوزفالدو سانشيز على موقع ناشيونال فوتبول تيمز (الإنجليزية)
- أوزفالدو سانشيز على موقع Soccerway.com (الإنجليزية)
- أوزفالدو سانشيز على موقع أوليمبيديا (الإنجليزية)